# Торбогнезд синигер
Торбогнездият синигер (Remiz pendulinus) е дребна пойна птица, срещаща се и в България.